# Мельбурн Крикет Граунд
«Ме́льбурн Крикет Граунд» (Эм Си Джи) (англ. Melbourne Cricket Ground (MCG), также известен как просто «Джи» (англ. The G)), — многоцелевой стадион, расположенный в Олимпийском парке Мельбурна, Австралия. Вмещает 100 024 зрителя. Это крупнейший по вместительности в мире стадион для крикета, крупнейший стадион Австралии и 10-й стадион по вместительности в мире в целом (по состоянию на апрель 2017 года). В 1956 году являлся главной спортивной ареной летних Олимпийских игр. 

## История
Возведён в 1853-1854 годах как площадка Мельбурнского крикетного клуба (MCC), изначально вмещал 6000 зрителей. В 1884 году после пожара, уничтожившего деревянные конструкции, был восстановлен в камне, к 1897 году вмещал 9000 зрителей, в 1900 году стал первым стадионом в Австралии, на котором было установлено искусственное освещение. Однако, ощущая потребность в увеличении зрительских мест, начиная с 1904 года к стадиону вновь стали пристраиваться деревянные трибуны, к 1912 году арена вмещала уже 20 000 зрителей, после реконструкции 1937 года расширился до 31 000 посадочных мест. В 1956 году на стадионе прошли церемония открытия и закрытия Летних Олимпийских игр, а также легкоатлетический и частично футбольный олимпийские турниры, специально к играм стадион был реконструирован, вместимость была увеличена до 120 000 посадочных мест. 
Следующие серьёзные реконструкции спортивной арены проводились в 1967, 1985, 1992, и 2002—2005 годах. В 2000 году задействовался как одна из арен футбольного турнира в рамках Олимпийских игр в Сиднее. Рекорд посещаемости на спортивном мероприятии был зафиксирован в 1970 году, когда финальный матч национального первенства по австралийскому футболу собрал 121 696 зрителей, однако неофициальный абсолютный рекорд был зафиксирован 15 марта в 1959 году, когда на проповедь религиозного деятеля Билли Грэма на стадионе собралось порядка 130 000 человек. В настоящий момент стадион является местом проведения домашних матчей национальных сборных Австралии по крикету и футболу, также является домашней ареной одного крикетного и четырёх футбольных клубов (австралийский футбол).